# The Games Machine
The Games Machine es una revista de videojuegos que fue distribuida desde 1987 hasta 1990 en el Reino Unido por Newsfield, quien también distribuyó CRASH, Zzap!64 y Amtix! entre otras revistas.

## Historia
La revista compitió cabeza a cabeza contra la recientemente lanzada ACE de Future y las revistas longevas C&VG de EMAP. Insatisfechos con las ganancias del título, Newsfield decidió terminarlo en 1990.
Sin embargo, Newsfield continuaría con una revista de formato múltiple llamada Raze. Este nuevo título se concentraría en las consolas en alza como la Mega Drive al igual que la NES y Master System.

## The Games Machine en Italia
Una revista con el mismo nombre sigue siendo distribuida en Italia. A pesar de haber comenzado como una versión traducida al italiano de la revista británica, actualmente publica artículos originales, y es una de las revistas de PC más vendidas en Italia.